# Itaquara
Itaquara är en kommun i Brasilien.   Den ligger i delstaten Bahia, i den östra delen av landet, 900 km öster om huvudstaden Brasília. Antalet invånare är 7 678.
Omgivningarna runt Itaquara är huvudsakligen savann. Runt Itaquara är det ganska glesbefolkat, med 28 invånare per kvadratkilometer.